# Lijst van rijksmonumenten in Wijk bij Duurstede (plaats)
De plaats Wijk bij Duurstede telt 74 inschrijvingen in het rijksmonumentenregister. Hieronder een overzicht.
| Object | Oorspronkelijke functie?  | Bouwjaar                        | Architect                                               | Locatie                  | Coördinaten?                  | Nr.?   | Afbeelding                                                                         |
| --- | ------------------------- | ------------------------------- | ------------------------------------------------------- | ------------------------ | ----------------------------- | ------ | ---------------------------------------------------------------------------------- |
| Huis met gepleisterde eenvoudige lijstgevel                                                                  | Woonhuis                  |                                 |                                                         | Dijkstraat 9             | 51° 58' 16" NB, 5° 20' 55" OL | 39674  | Meer afbeeldingen                                                                  |
| Huis met zeer eenvoudige lijstgevel                                                                          | Woonhuis                  |                                 |                                                         | Dijkstraat 11            | 51° 58' 16" NB, 5° 20' 56" OL | 39675  | Meer afbeeldingen                                                                  |
| Huis met eenvoudige langgerekte lijstgevel                                                                   | Woonhuis                  | 1762                            |                                                         | Dijkstraat 25            | 51° 58' 17" NB, 5° 20' 57" OL | 39676  | Huis met eenvoudige langgerekte lijstgevel                                         |
| Huis met eenvoudige gecementeerde lijstgevel                                                                 | Woonhuis                  |                                 |                                                         | Dijkstraat 2             | 51° 58' 15" NB, 5° 20' 53" OL | 39677  | Huis met eenvoudige gecementeerde lijstgevel                                       |
| Gepleisterd huis met rechte kroonlijst                                                                       | Woonhuis                  | 16e eeuw                        |                                                         | Dijkstraat 6             | 51° 58' 14" NB, 5° 20' 53" OL | 39678  | Meer afbeeldingen                                                                  |
| Huis met gepleisterde lijstgevel met getrapgevelde scheidsmuren                                              | Woonhuis                  |                                 |                                                         | Dijkstraat 8             | 51° 58' 14" NB, 5° 20' 53" OL | 39679  | Meer afbeeldingen                                                                  |
| Huis met gepleisterde lijstgevel met oude scheidsmuur                                                        | Woonhuis                  |                                 |                                                         | Dijkstraat 10            | 51° 58' 14" NB, 5° 20' 53" OL | 39680  | Meer afbeeldingen                                                                  |
| Huis met gepleisterde lijstgevel met oude scheidsmuur                                                        | Woonhuis                  |                                 |                                                         | Dijkstraat 12            | 51° 58' 13" NB, 5° 20' 53" OL | 39681  | Meer afbeeldingen                                                                  |
| Huis met gepleisterde lijstgevel met oude scheidsmuur                                                        | Woonhuis                  |                                 |                                                         | Dijkstraat 14            | 51° 58' 13" NB, 5° 20' 53" OL | 39682  | Huis met gepleisterde lijstgevel met oude scheidsmuur                              |
| Runmolenpoort met molen (Rijn en Lek)                                                                        | Industrie- en poldermolen | 1659 (molen)                    |                                                         | Dijkstraat 29            | 51° 58' 17" NB, 5° 20' 58" OL | 39683  | Meer afbeeldingen                                                                  |
| Walmuren, de dijk vormend                                                                                    | Omwalling                 |                                 |                                                         | Walmuren Dijkstraat      | 51° 58' 16" NB, 5° 20' 57" OL | 39684  | Walmuren, de dijk vormend                                                          |
| Walmuren, de dijk vormend                                                                                    | Omwalling                 |                                 |                                                         | Walmuren Dijkstraat      | 51° 58' 13" NB, 5° 20' 54" OL | 39685  | Walmuren, de dijk vormend                                                          |
| Restanten van de "Molen van Ruisdael". Walmuren met voetstuk van een molen in pand                           | Industrie- en poldermolen |                                 |                                                         | Langs de Wal 18          | 51° 58' 12" NB, 5° 20' 51" OL | 39686  | Restanten van de "Molen van Ruisdael". Walmuren met voetstuk van een molen in pand |
| Huis met gevel met rechte kroonlijst                                                                         | Opslag                    | 16e eeuw                        |                                                         | Maleborduurstraat 7      | 51° 58' 21" NB, 5° 20' 40" OL | 39687  | Meer afbeeldingen                                                                  |
| Laag gepleisterd huis met hoog zadeldak                                                                      | Opslag                    |                                 |                                                         | Maleborduurstraat 9      | 51° 58' 21" NB, 5° 20' 40" OL | 39688  | Meer afbeeldingen                                                                  |
| Huis met eenvoudige gepleisterde gevel met rechte kroonlijst                                                 | Woonhuis                  | 19e eeuw (motieven)             |                                                         | Markt 10                 | 51° 58' 22" NB, 5° 20' 41" OL | 39689  | Meer afbeeldingen                                                                  |
| Statig huis met rechte kroonlijst                                                                            | Woonhuis                  | 16e eeuw (grondslag)            |                                                         | Markt 11                 | 51° 58' 21" NB, 5° 20' 41" OL | 39690  | Meer afbeeldingen                                                                  |
| Gepleisterd huis met rechte kroonlijst                                                                       | Woonhuis                  |                                 |                                                         | Markt 12                 | 51° 58' 20" NB, 5° 20' 42" OL | 39691  | Meer afbeeldingen                                                                  |
| Gepleisterd huis met rechte kroonlijst                                                                       | Woonhuis                  |                                 |                                                         | Markt 13                 | 51° 58' 20" NB, 5° 20' 43" OL | 39692  | Meer afbeeldingen                                                                  |
| Huis Nederhoff                                                                                               | Woonhuis                  | 16e eeuw (huis)                 |                                                         | Markt 14                 | 51° 58' 20" NB, 5° 20' 43" OL | 39693  | Meer afbeeldingen                                                                  |
| Woonhuis en poortdoorgang, gepleisterde gevel met getrapgevelde scheidsmuren                                 | Woonhuis                  | 18e/19e eeuw                    |                                                         | Markt 16                 | 51° 58' 19" NB, 5° 20' 44" OL | 39694  | Meer afbeeldingen                                                                  |
| Grote of Johannes de Doperkerk                                                                               | Kerk en kerkonderdeel     | eind 15e eeuw                   |                                                         | Markt 22                 | 51° 58' 21" NB, 5° 20' 46" OL | 39695  | Meer afbeeldingen                                                                  |
| Stadhuis | Overheidsgebouw           | 1662                            | Ghijsbert Theunisz. van Vianen/ Peter Jansz. van Cooten | Markt 24                 | 51° 58' 22" NB, 5° 20' 44" OL | 39696  | Meer afbeeldingen                                                                  |
| Restaurant 'de Engel'                                                                                        | Horeca                    | 16e eeuw                        |                                                         | Markt 26                 | 51° 58' 23" NB, 5° 20' 44" OL | 39697  | Meer afbeeldingen                                                                  |
| Huis met gepleisterde gevel met mansarde                                                                     | Woonhuis                  |                                 |                                                         | Markt 28                 | 51° 58' 23" NB, 5° 20' 45" OL | 39698  | Huis met gepleisterde gevel met mansarde                                           |
| 'De zon' | Woonhuis                  |                                 |                                                         | Markt 29                 | 51° 58' 24" NB, 5° 20' 45" OL | 39699  | Meer afbeeldingen                                                                  |
| Hotel 'de keizerskroon'                                                                                      | Horeca                    | 16e eeuw                        |                                                         | Markt 30                 | 51° 58' 24" NB, 5° 20' 44" OL | 39700  | Meer afbeeldingen                                                                  |
| 2 natuurstenen pompen                                                                                        | Straatmeubilair           | 1759                            |                                                         | Markt                    | 51° 58' 22" NB, 5° 20' 43" OL | 39701  | Meer afbeeldingen                                                                  |
| Huis met gepleisterde empire gevel, deel uitmakend van het langgerekte complex 23-25                         | Dienstwoning              | eerste helft 19e eeuw           |                                                         | Muntstraat 21            | 51° 58' 16" NB, 5° 20' 48" OL | 39702  | Meer afbeeldingen                                                                  |
| Huis met gepleisterde empire gevel, deel uitmakend van het langgerekte complex 21-25                         | Dienstwoning              | eerste helft 19e eeuw           |                                                         | Muntstraat 23            | 51° 58' 16" NB, 5° 20' 47" OL | 39703  | Meer afbeeldingen                                                                  |
| Huis met gepleisterde empire gevel, eerste, helft 19e eeuw, deel uitmakend van het langgerekte complex 21-23 | Dienstwoning              | eerste helft 19e eeuw           |                                                         | Muntstraat 25            | 51° 58' 16" NB, 5° 20' 47" OL | 39704  | Meer afbeeldingen                                                                  |
| Museum Dorestad                                                                                              | Woonhuis                  | 17e eeuw                        |                                                         | Muntstraat 42            | 51° 58' 14" NB, 5° 20' 42" OL | 39705  | Meer afbeeldingen                                                                  |
| Huis met gepleisterde lijstgevel met getrapgevelde scheidsmuren                                              | Woonhuis                  |                                 |                                                         | Oeverstraat 7            | 51° 58' 18" NB, 5° 20' 53" OL | 39706  | Meer afbeeldingen                                                                  |
| Huis met eenvoudige lijstgevel met getrapgevelde scheidsmuren                                                | Werk-woonhuis             |                                 |                                                         | Oeverstraat 9            | 51° 58' 18" NB, 5° 20' 53" OL | 39707  | Meer afbeeldingen                                                                  |
| Huis met eenvoudige lijstgevel met getrapgevelde scheidsmuren                                                | Woonhuis                  |                                 |                                                         | Oeverstraat 11           | 51° 58' 18" NB, 5° 20' 53" OL | 39708  | Meer afbeeldingen                                                                  |
| Huizen met eenvoudige gepleisterde lijstgevels met scheidsmuren van oudere datum                             | Woonhuis                  |                                 |                                                         | Oeverstraat 13           | 51° 58' 18" NB, 5° 20' 53" OL | 39709  | Huizen met eenvoudige gepleisterde lijstgevels met scheidsmuren van oudere datum   |
| Oude gasthuis                                                                                                | Sociale zorg, liefdadigh. | 15e eeuw en later               |                                                         | Oeverstraat 21           | 51° 58' 17" NB, 5° 20' 54" OL | 39710  | Oude gasthuis                                                                      |
| Pand met verdieping en schilddak                                                                             | Werk-woonhuis             | 1613 (cartouche)                |                                                         | Oeverstraat 2            | 51° 58' 19" NB, 5° 20' 51" OL | 39711  | Meer afbeeldingen                                                                  |
| Huis met klassieke gevel met rechte kroonlijst en fronton                                                    | Woonhuis                  | 19e eeuw                        |                                                         | Oeverstraat 32           | 51° 58' 15" NB, 5° 20' 53" OL | 39712  | Meer afbeeldingen                                                                  |
| Eenvoudig smal huis met rechte kroonlijst                                                                    | Woonhuis                  |                                 |                                                         | Oeverstraat 34           | 51° 58' 15" NB, 5° 20' 53" OL | 39713  | Eenvoudig smal huis met rechte kroonlijst                                          |
| Eenvoudig gepleisterd woonhuis met getrapgevelde scheidsmuren                                                | Woonhuis                  |                                 |                                                         | Peperstraat 2            | 51° 58' 20" NB, 5° 20' 44" OL | 39714  | Eenvoudig gepleisterd woonhuis met getrapgevelde scheidsmuren                      |
| Eenvoudig huis                                                                                               | Woonhuis                  | 19e eeuw                        |                                                         | Peperstraat 8            | 51° 58' 20" NB, 5° 20' 45" OL | 39715  | Meer afbeeldingen                                                                  |
| Gepleisterd eenvoudig woonhuis, grenzend aan de nauwe doorgang tot de mazijk                                 | Woonhuis                  | 16e eeuw                        |                                                         | Peperstraat 16           | 51° 58' 20" NB, 5° 20' 47" OL | 39716  | Gepleisterd eenvoudig woonhuis, grenzend aan de nauwe doorgang tot de mazijk       |
| Gepleisterd eenvoudig woonhuis, grenzend aan de nauwe doorgang tot de mazijk                                 | Woonhuis                  | 16e eeuw                        |                                                         | Peperstraat 18           | 51° 58' 19" NB, 5° 20' 47" OL | 39717  | Meer afbeeldingen                                                                  |
| Pand met verdieping en zadeldak                                                                              | Woonhuis                  | 16e-eeuws (oorsprong)           |                                                         | Peperstraat 20           | 51° 58' 20" NB, 5° 20' 47" OL | 39718  | Meer afbeeldingen                                                                  |
| Pand met verdieping en schilddak                                                                             | Woonhuis                  | 16e eeuw                        |                                                         | Peperstraat 27           | 51° 58' 20" NB, 5° 20' 49" OL | 39719  | Meer afbeeldingen                                                                  |
| Pand met verdieping onder schilddak, met lage aanbouw onder dwarsgeplaatst zadeldak                          | Woonhuis                  | waarschijnlijk 17e eeuw (kern)  |                                                         | Peperstraat 24           | 51° 58' 19" NB, 5° 20' 48" OL | 39720  | Meer afbeeldingen                                                                  |
| Huis met gepleisterde eenvoudig lijstgevel                                                                   | Woonhuis                  |                                 |                                                         | Peperstraat 30           | 51° 58' 19" NB, 5° 20' 49" OL | 39721  | Meer afbeeldingen                                                                  |
| Gepleisterd huis met getrapgevelde scheimuren                                                                | Woonhuis                  |                                 |                                                         | Peperstraat 39           | 51° 58' 19" NB, 5° 20' 51" OL | 39722  | Meer afbeeldingen                                                                  |
| Eenvoudig gepleisterd huis. Getrapgevelde zijmuur                                                            | Woonhuis                  | 19e eeuw (huis) 16e eeuw (muur) |                                                         | Peperstraat 41           | 51° 58' 19" NB, 5° 20' 51" OL | 39723  | Meer afbeeldingen                                                                  |
| Huis met gepleisterde gevel met hoog tentdak                                                                 | Werk-woonhuis             | 16e eeuw (delen)                |                                                         | Peperstraat 50           | 51° 58' 19" NB, 5° 20' 51" OL | 39724  | Meer afbeeldingen                                                                  |
| Achtervleugel voormalige St. Ewouds- en st. Elisabethgasthuis                                                | Sociale zorg, liefdadigh. | voor 1400 (vleugel)             |                                                         | Gansfortstraat 4         | 51° 58' 23" NB, 5° 20' 22" OL | 39725  | Meer afbeeldingen                                                                  |
| De Wildkamp                                                                                                  | Woonhuis                  | ca. 1800                        |                                                         | Singel 1                 | 51° 58' 8" NB, 5° 20' 31" OL  | 39726  | Meer afbeeldingen                                                                  |
| Gepleisterd huis met rechte kroonlijst                                                                       | Woonhuis                  |                                 |                                                         | Veldpoortstraat 2        | 51° 58' 24" NB, 5° 20' 43" OL | 39727  | Meer afbeeldingen                                                                  |
| Eenvoudig gepleisterd huisje met rechte kroonlijst                                                           | Woonhuis                  |                                 |                                                         | Volderstraat 1           | 51° 58' 20" NB, 5° 20' 42" OL | 39728  | Meer afbeeldingen                                                                  |
| Eenvoudig gepleisterd huis met enige kruisvensters                                                           | Woonhuis                  |                                 |                                                         | Volderstraat 3           | 51° 58' 20" NB, 5° 20' 42" OL | 39729  | Meer afbeeldingen                                                                  |
| Eenvoudig gepleisterd huis                                                                                   | Woonhuis                  |                                 |                                                         | Volderstraat 5           | 51° 58' 20" NB, 5° 20' 42" OL | 39730  | Meer afbeeldingen                                                                  |
| Eenvoudig gepleisterd huis                                                                                   | Woonhuis                  |                                 |                                                         | Volderstraat 7           | 51° 58' 20" NB, 5° 20' 42" OL | 39731  | Meer afbeeldingen                                                                  |
| Pand met verdieping onder dwarsgeplaatst schilddak, opgetrokken in baksteen, gepleisterd plint               | Woonhuis                  | waarschijnlijk 17e eeuw (kern)  |                                                         | Volderstraat 15          | 51° 58' 19" NB, 5° 20' 41" OL | 39732  | Meer afbeeldingen                                                                  |
| Huis met 18e-eeuwse gevel met rechte kroonlijst met tandingen                                                | Woonhuis                  | 18e eeuw (gevel)                |                                                         | Volderstraat 37          | 51° 58' 17" NB, 5° 20' 40" OL | 39733  | Meer afbeeldingen                                                                  |
| Hekpalen met leeuwen                                                                                         | Erfscheiding              |                                 |                                                         | Klooster Leuterstraat 35 | 51° 58' 22" NB, 5° 20' 52" OL | 39735  | Meer afbeeldingen                                                                  |
| Kasteel Duurstede: Ruïne                                                                                     | Kasteel, buitenplaats     | tweede helft 13e eeuw           |                                                         | Langs de Wal 6           | 51° 58' 11" NB, 5° 20' 35" OL | 454308 | Meer afbeeldingen                                                                  |
| Kasteel Duurstede: historische tuin- en parkaanleg                                                           | Tuin, park en plantsoen   | 1852                            | Jan David Zocher jr                                     | Langs de Wal 6           | 51° 58' 10" NB, 5° 20' 38" OL | 454310 | Meer afbeeldingen                                                                  |
| Kasteel Duurstede: kasteelpoort (Hoenderpoort)                                                               | Kasteel, buitenplaats     |                                 |                                                         | Langs de Wal 6           | 51° 58' 12" NB, 5° 20' 40" OL | 454311 | Meer afbeeldingen                                                                  |
| Kasteel Duurstede: brug bij kasteelpoort                                                                     | Tuin, park en plantsoen   | 18e eeuw                        |                                                         | Langs de Wal 6           | 51° 58' 16" NB, 5° 20' 34" OL | 454312 | Meer afbeeldingen                                                                  |
| Kasteel Duurstede: brug                                                                                      | Tuin, park en plantsoen   | 18e eeuw                        |                                                         | Langs de Wal bij 6       | 51° 58' 10" NB, 5° 20' 30" OL | 454313 | Meer afbeeldingen                                                                  |
| Het Veerhuis                                                                                                 | Woonhuis                  | 1873                            | E.G. Wentink                                            | Lekdijk Oost 10          | 51° 57' 59" NB, 5° 20' 36" OL | 518112 | Meer afbeeldingen                                                                  |
| Waakhuis met magazijn ('De Doornboom')                                                                       | Opslag                    | 1878-1900                       |                                                         | Lekdijk West 39          | 51° 58' 7" NB, 5° 16' 16" OL  | 518113 | Upload foto                                                                        |
| Voormalige RK huishoudschool De Schakel                                                                      | Woonhuis                  | 1868                            | S.A. van Lunteren                                       | Muntstraat 36            | 51° 58' 16" NB, 5° 20' 45" OL | 518114 | Meer afbeeldingen                                                                  |
| Mariënhove: woonhuis                                                                                         | Woonhuis                  | 1869                            | S.A. van Lunteren (vermoedelijk)                        | Singel 2                 | 51° 58' 14" NB, 5° 20' 23" OL | 518115 | Mariënhove: woonhuis                                                               |
| Mariënhove: stoeppalen                                                                                       | Woonhuis                  |                                 |                                                         | Singel bij 2             | 51° 58' 14" NB, 5° 20' 23" OL | 524778 | Mariënhove: stoeppalen                                                             |
| Winkelwoonhuis                                                                                               | Werk-woonhuis             | 1900                            |                                                         | Volderstraat 9           | 51° 58' 19" NB, 5° 20' 42" OL | 518117 | Meer afbeeldingen                                                                  |
| Steenfabriek De Bosscherwaarden                                                                              | Industrie                 | 1923                            |                                                         | Lekdijk West 28          | 51° 57' 25" NB, 5° 19' 1" OL  | 518119 | Steenfabriek De Bosscherwaarden                                                    |
| Nieuwe Hollandse Waterlinie Cluster 901 Waterwerken Kromme Rijn: Inlaatsluis / Inundatieduiker               | Fort, vesting en -onderdl | 1866-1871                       |                                                         | Singel bij 51            | 51° 58' 23" NB, 5° 20' 57" OL | 532491 | Meer afbeeldingen                                                                  |
| Waterwerken Kromme Rijn: Inundatiekanaal                                                                     | Fort, vesting en -onderdl | 1870                            |                                                         | Rijndijk / Havenweg      | 51° 58' 16" NB, 5° 21' 4" OL  | 532493 | Meer afbeeldingen                                                                  |
| Waterwerken Kromme Rijn: Sluiswachterswoning                                                                 | Militair verblijfsgebouw  | 1870                            |                                                         | Singel 51                | 51° 58' 24" NB, 5° 20' 57" OL | 532496 | Meer afbeeldingen                                                                  |
| Waterwerken Kromme Rijn: Houten Schotbalkenloods                                                             | Militair verblijfsgebouw  | 1932                            |                                                         | Singel 50                | 51° 58' 24" NB, 5° 20' 54" OL | 532499 | Meer afbeeldingen                                                                  |
| Waterwerken Kromme Rijn: Houten Loods                                                                        | Militaire opslagplaats    | 1870                            |                                                         | Walplantsoen             | 51° 58' 22" NB, 5° 20' 56" OL | 532500 | Meer afbeeldingen                                                                  |
| Waterwerken Kromme Rijn: IJzeren Brug                                                                        | Fort, vesting en -onderdl | 1870                            |                                                         | Langbroekseweg           | 51° 59' 11" NB, 5° 20' 33" OL | 532501 | Meer afbeeldingen                                                                  |